# Москвитин, Иван Юрьевич
Ива́н Ю́рьевич Москви́тин (ок. 1600 — после 1647) — русский землепроходец, атаман пеших казаков. В 1639 году вместе с отрядом казаков под командованием Дмитрия Копылова первым из европейцев достиг Охотского моря, открыл его побережье и Сахалинский залив.

## Биография
Предположительно, выходец из-под Москвы. В 1626 году значился рядовым пеших казаков в Томске.
В 1635—1638 годах по приказу Дмитрия Копылова достиг реки Алдан. Там в 1637 году Москвитин основал Бутальский острожек. 
Весной 1639 года Копылов отправил к Охотскому (Ламскому) морю отряд в составе 20 томских и 19 красноярских служилых людей под командованием Москвитина. Отряд, проделавший путь по рекам Алдан и Мая к устью реки Улья, вышел в августе 1639 года на берег Охотского моря, где построил острожек. 
От местных жителей Иван Москвитин узнал о реке Охоте на севере. 11 октября 1639 года он совершил на дощаниках поход на север до рек Тауй и Охота, а так же на юг до реки Уды, дав первые сведения об Удском районе. На реке Уда, от «гиляков» (нивхов) казаки узнали о могучей реке Момур (Амур)
Зимой 1639/1640 гг. казаки, в Ульском острожке, построили два морских коча, что стало началом русского судостроения на Тихом океане. Весной 1640 г. Иван Москвитин отправился в плавание на юг и дошёл до Сахалинского залива (залив между побережьем к северу от устья Амура и северной оконечностью острова Сахалин). Здесь проводник, из заложников-аманатов, сбежал, но казаки двинулись дальше и дошли до устья реки Амура, которое они видели "через кошку" (узкую речную песчаную косу) и, по некоторым сведениям, высаживались на Сахалине. В ноябре 1640 г. Иван Москвитин стал на зимовку в маленьком заливе, в устье реки Алдомы. Фактически москвитинцы стали первооткрывателями Сахалина — они сделали это за три года до голландца Де-Фриза, который высадился на Сахалине в июле 1643 г.
Весной 1641 г., перевалив хребет Джугджур, отряд Москвитина вышел на один из притоков р. Майя и в середине июля прибыл в Якутск. После сдачи соболиной казны якутскому воеводе, Иван Москвитин отправился в Томск, где доложил томскому воеводе князю О.И. Щербатому об открытии осторова Сахалин и реки Амур.
В 1645 г. И. Москвитин был отправлен с докладом в Москву, вместе с Д. Копыловым, где доложил властям о своем походе к Охотскому морю, за что был щедро награждён. 

Участник экспедиции Москвитина — Нехорошко Колобов в «скаске», данной в Москве в 1646 году, отмечал: 
…Посылал на государеву службу томской атаман Дмитрей Копылов томских служилых людей Ивашка Юрьева сына Москвитина да их, казаков, с ним тритцать человек на большое море окиян, по тунгускому языку на Ламу. …Вышли на реку на Улью на вершину, да тою Ульею рекою шли вниз стругом плыли восьмеры сутки и на той же Улье реки, сделав лодью, плыли до моря до устья той Ульи реки, где она впала в море, пятеры сутки. И тут де они, на усть реки, поставили зимовье с острожком.
В июле 1647 г. И. Москвитин вернулся в Томск в чине казачьего атамана. Дальнейшая судьба Ивана Москвитина неизвестна.
Позже, в 1681 году на реке Уде было построено зимовье, послужившее основанием Удскому острогу.

## Упоминания о  Москвитине
- Именем Москвитина назван мыс в бухте Лужина в Тауйской губе Охотского моря.
- В честь землепроходца названо село Москвитино Свободненского района Амурской области.
- В устье реки Ульи в 1972 году установлен памятный знак в честь Москвитина и его спутников (скульптор В. Ф. Бабуров). Демонтирован в 2014 году и вывезен в Охотск, находился на территории морского рыбного порта[4]. В 2017 году этот реставрированный знак установлен в Охотске.
- В Хабаровском крае в 2012 году открыта памятная стела в честь русского землепроходца Ивана Москвитина. Её установили представители общественного совета по сохранению исторического наследия российского Дальнего Востока краевого отделения ВООПИиКа в районе мыса бухты Панкова на острове Большой Шантар[5].
- К 375-летию выхода русских казаков во главе с Иваном Москвитиным на побережье Охотского моря, в 2014 году в Хабаровске должна была появиться новая улица — бульвар Москвитина[6]. В 2015 году бульвар Москвитина администрацией Хабаровска признан нецелесообразным[7]. На конференции в октябре 2015 года, посвящённой 375-летию открытия Шантарских островов в Хабаровске рассказали, как городские власти не смогли выполнить своё же постановление (постановление мэра Хабаровска от 29 августа 2014 года за № 3872 «О присвоении наименований участкам улично-дорожной сети города Хабаровска»[8]) и открыть бульвар. «За спиной мэра Хабаровска украли бульвар», — убежден член краевого отделения ВООПИиК Геннадий Басюк[9].
- Именем Москвитина во второй половине 1950-х годов названа новая улица в Томске[10].
- Именем Москвитина в 2013 году названа новая улица в городе Московском Новомосковского административного округа города Москвы.